# Saint-Julien-du-Serre
Saint-Julien-du-Serre – miejscowość i gmina we Francji, w regionie Owernia-Rodan-Alpy, w departamencie Ardèche.
Według danych na rok 1990 gminę zamieszkiwało 689 osób, a gęstość zaludnienia wynosiła 70 osób/km² (wśród 2880 gmin regionu Rodan-Alpy Saint-Julien-du-Serre plasuje się na 991. miejscu pod względem liczby ludności, natomiast pod względem powierzchni na miejscu 1133.).

## Populacja

Populacja Saint-Julien-du-Serre w latach 1962-2008